# Rodolfo Cetoloni
Rodolfo Cetoloni (Badia a Ruoti, 3 gennaio 1946) è un vescovo cattolico italiano, dal 19 giugno 2021 vescovo emerito di Grosseto.

## Biografia
Rodolfo Cetoloni nasce a Badia a Ruoti, frazione di Bucine e allora diocesi di Montepulciano, il 3 gennaio 1946.

### Formazione e ministero sacerdotale
Dopo aver frequentato il Collegio Serafico di Giaccherino a Pistoia e il Collegio Serafico di San Romolo a Figline Valdarno, professa i voti religiosi presso il santuario della Verna il 16 settembre 1962. In seguito studia presso il convento di San Ludovico a Colleviti, in comune di Pescia, e il convento di San Francesco a Fiesole.
Il 19 settembre 1971 emette la professione solenne ed in seguito si trasferisce a Gerusalemme, ove completa i suoi studi in Teologia Biblica, cominciati presso lo Studio Teologico Fiorentino, frequentando lo Studium Biblicum Franciscanum della Flagellazione. Viene ordinato sacerdote a Gerusalemme il 26 giugno 1973 dal vescovo Ferdinando Fulgenzio Pasini, O.F.M., e, tornato in Italia, frequenta a Roma il Pontificio Istituto Biblico dove, nel 1976, consegue la licenza in Sacra Scrittura e Teologia.
Nel 1976 comincia a svolgere il suo ministero presso il convento di Sant'Antonio abate a Saione, alla periferia di Arezzo, e nel 1979 viene nominato definitore provinciale e incaricato dell'animazione
vocazionale a Fiesole, ideando, nel 1980, la marcia francescana ad Assisi dei frati minori d'Italia. Dal 1985 al 1991 ricopre l'incarico di ministro provinciale di Toscana, mentre dal 1991 al 1997 è vicario provinciale e dal 1994 al 2000 maestro dei professi temporanei.

### Ministero episcopale
Il 25 marzo 2000 papa Giovanni Paolo II lo nomina vescovo di Montepulciano-Chiusi-Pienza; succede ad Alberto Giglioli, ritiratosi per raggiunti limiti di età. Il 20 maggio seguente riceve l'ordinazione episcopale, nella cattedrale di Fiesole, dal cardinale Silvano Piovanelli, arcivescovo metropolita di Firenze, co-consacranti Luciano Giovannetti, vescovo di Fiesole, e Alberto Giglioli, vescovo emerito Montepulciano-Chiusi-Pienza. Il 4 giugno seguente prende possesso della diocesi.
Partecipa alle visite ad limina del 21 aprile 2007 e del 12 aprile 2013.
Il 28 maggio 2013 è nominato vescovo di Grosseto da papa Francesco, dandone annuncio nella cattedrale di Montepulciano; succede a Franco Agostinelli, precedentemente nominato vescovo di Prato. Il 10 agosto successivo prende possesso della diocesi.
Lo stesso giorno è nominato amministratore apostolico di Montepulciano-Chiusi-Pienza con un decreto in lingua latina firmato dal cardinale Marc Ouellet, prefetto della Congregazione per i vescovi; mantiene l'incarico fino all'ingresso del successore Stefano Manetti, avvenuto il 13 aprile 2014.
Il 19 giugno 2021 papa Francesco accoglie la sua rinuncia, presentata per raggiunti limiti di età; gli succede Giovanni Roncari, vescovo di Pitigliano-Sovana-Orbetello, avendo il papa unito in persona episcopi le due sedi. Rimane amministratore apostolico di Grosseto fino all'ingresso del successore, avvenuto il 9 agosto successivo.

## Genealogia episcopale
La genealogia episcopale è:
- Cardinale Scipione Rebiba
- Cardinale Giulio Antonio Santori
- Cardinale Girolamo Bernerio, O.P.
- Arcivescovo Galeazzo Sanvitale
- Cardinale Ludovico Ludovisi
- Cardinale Luigi Caetani
- Cardinale Ulderico Carpegna
- Cardinale Paluzzo Paluzzi Altieri degli Albertoni
- Papa Benedetto XIII
- Papa Benedetto XIV
- Papa Clemente XIII
- Cardinale Marcantonio Colonna
- Cardinale Giacinto Sigismondo Gerdil, B.
- Cardinale Giulio Maria della Somaglia
- Cardinale Carlo Odescalchi, S.I.
- Cardinale Costantino Patrizi Naro
- Cardinale Lucido Maria Parocchi
- Papa Pio X
- Cardinale Gaetano De Lai
- Cardinale Raffaele Carlo Rossi, O.C.D.
- Cardinale Amleto Giovanni Cicognani
- Cardinale Giovanni Benelli
- Cardinale Silvano Piovanelli
- Vescovo Rodolfo Cetoloni, O.F.M.